# (1164) Kobolda
(1164) Kobolda – planetoida z pasa głównego asteroid okrążająca Słońce w ciągu 3 lat i 185 dni w średniej odległości 2,31 au. Została odkryta 19 marca 1930 roku w Landessternwarte Heidelberg-Königstuhl w Heidelbergu przez Karla Reinmutha. Niezależnie odkrył ją Walter Baade następnej nocy. Nazwa planetoidy pochodzi od Hermanna Kobolda (1858–1942), niemieckiego astronoma. Przed nadaniem nazwy planetoida nosiła oznaczenie tymczasowe (1164) 1930 FB.